# Yuna Ito
Yuna Ito- Itō Yuna (伊藤 由奈?) (Los Angeles, 20 settembre 1983) è una cantante statunitense, di origini giapponesi.
Padre giapponese e madre statunitense di origine coreana, è stata naturalizzata con la nazionalità della madre, ed è cresciuta alle Hawaii.
Rappresentante del genere J-pop, deve la sua fama all'adattamento cinematografico del manga Nana, in cui interpreta la canzone Endless Story.
Si è sposata il 4 Luglio 2022 ad Honolulu.

## Discografia

### Album
- Heart (2007)
- Wish (2008)
- Dream (2009)
- LOVE ~Singles Best 2005-2010~ (2010)

### Singoli
- Endless story (2005)
- Faith/Pureyes (2006)
- Precious (2006)
- Stuck on you (2006)
- Losin' (2006)
- Truth (2007)
- I'm here (2007)
- Mahaloha (2007)
- Urban Mermaid (2007)
- A world to believe in (2008)
- Koi wa groovy x2 (2009)
- Ima demo zutto (feat. Spontania) (2009)
- Trust you (2009)
- Ima demo aitai yo (solo digitale) (2009)
- Let It Go (2009)
- Mamotte Agetai (2010)

## Premi
Best New Artist (Best Hit Kayōsai 2005, 21.11.2005)
Best New Artist (Japan Cable Awards 2005, 17.12.2005)
Special Award for Nana (47th Japan Record Awards, 31.12.2005)
Best New Artist (Japan Gold Disc Awards 2006, 9.3.2006)
Gold Artist Award (Best Hit Kayōsai 2006, 20.11.2006)
Audience Request Award (39th Yūsen Taishō, 16.12.2006)
Best Asia from Japan (MTV Video Music Awards Japan, 25.05.2007)